# Зигмунт Сераковський
Зигмунт Сераковський (пол. Zygmunt Sierakowski; 18 (30) травня 1826, с. Лісове, нині Маневицького району — 15 (27) червня 1863) — діяч польського й російського визвольного руху, родом із Волині.

## Біографія
Народився у с. Лісове, нині Маневицького району Волинської області, Україна, у родині збіднілого польського шляхтича Ігнація Сераковського — державця, який загинув під час Листопадового повстання 1830—1831 у битві поблизу Летичева, та його дружини Фортунати з Моравських. В дитинстві мати одягала його як дівчинку, щоб не забрали до військової гарнізонної школи як сина вояка.
1845 — закінчив Житомирську гімназію зі срібною чи золотою медаллю.
З 1845 навчався у Петербурзькому університеті, з якого 1848 виключений за участь у таємних студентських гуртках і засланий рядовим до арештантської роти Оренбурзького військового корпусу. На засланні познайомився та заприятелював із Тарасом Шевченком, з яким контактував за допомогою листів, вперше зустрівся після звільнення в Санкт-Петербурзі; також польськими й російськими політичними поселенцями — Б. Залеським, Я. Станкевичем, Л. Турно, О. Ханиковим та ін.
Після амністії у 1856 повернувся до Санкт-Петербурга.
1859 — закінчив Академію Генерального штабу, служив офіцером особливих доручень у Генштабі. Підтримував тісні зв'язки з російськими радикальними демократами (М.Чернишевським, М.Добролюбовим, співпрацював у часописі «Современник»), а також демократичною еміграцією, що готувала повстання в усіх польських землях.
Був прихильником польсько-російсько-української співпраці в інтересах повалення самодержавства та утворення демократичної федерації цих народів.

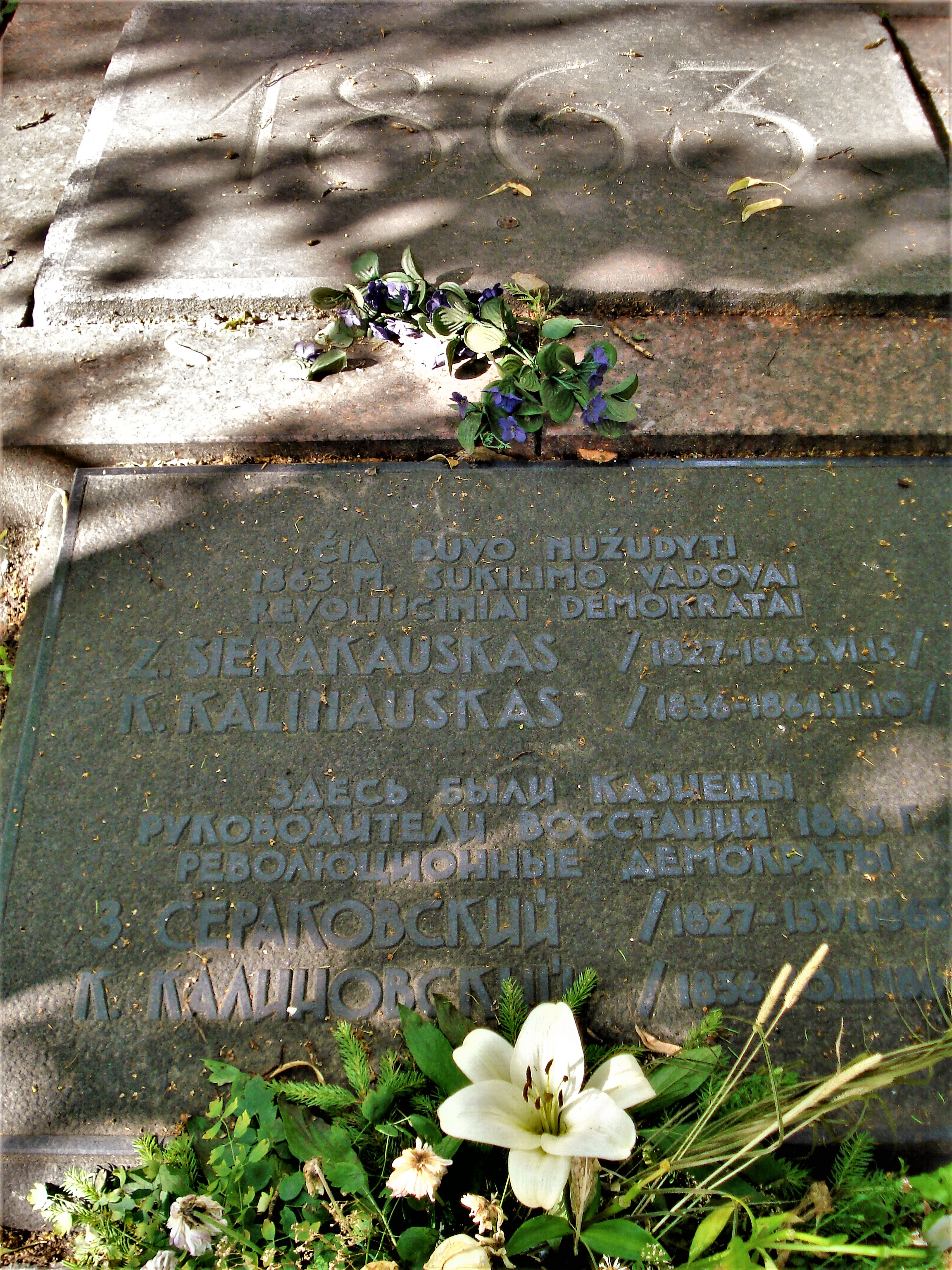
Плита на честь З. Сераковського, К. Калиновського на Лукішській площі

1857 — в Петербурзі керував польським військовим гуртком, до якого належали офіцери російської армії, що ставили собі за мету проведення демократичних реформ у Росії та підтримували ідею надання незалежності Польщі.
Брав участь у підготовці Польського повстання 1863—1864 pp. як однієї з ланок демократичної революції в Російській імперії. Налагодив зв'язки між польськими («партія червоних») і російськими («Земля і воля», «Комітет російських офіцерів у Польщі») таємними організаціями.
У грудні 1862 Центральним національним комітетом був призначений керівником повстанських загонів Жемайтії (північно-західна частина Литви), а після початку повстання створив на Ковенщині (нині Каунас) велике повстанське з'єднання.
Після кількох переможних сутичок з урядовими військами загін Сераковського наприкінці квітня 1863 було розбито. Поранений, він потрапив у полон і за вироком польового суду повішений на Лукіській площі у Вільно (тепер Вільнюс, Литва) 27 (15) червня 1863 року. Був похований неподалік «цитаделі», місце невідоме.

## Родина
Його племінницею була видатна українська акторка і дружина І. Карпенка-Карого Софія Тобілевич.